# 1927 w sztukach plastycznych
Wydarzenia w sztukach plastycznych i wizualnych w 1927 roku.

## Malarstwo
- Arshile Gorky

Krajobraz w stylu Cezanne'a
- Jean Fautrier

Chrystus ukrzyżowany
- Salvador Dalí

Aparat i ręka
- Edward Hopper

Apteka – olej na płótnie
Wzgórze z latarnią – olej na płótnie
Nadmorska strażnica – olej na płótnie
Miasto – olej na płótnie
Automat – olej na płótnie
- Leon Wyczółkowski

Sad – akwarela, 36,5x50 cm

## Rysunek
- Stanisław Ignacy Witkiewicz

Fałsz kobiety, portret Maryli Grossmanowej z autoportretem – pastel na papierze, 115,5x184

## Urodzeni
- 15 czerwca – Andrzej Wróblewski (zm. 1957), polski malarz
- 17 grudnia – Marlenka Stupica, słoweńska ilustratorka i malarka

## Zmarli
- 24 maja - Stanisław Bohusz-Siestrzeńcewicz (ur. 1869), polski malarz i rysownik
- 26 czerwca - Armand Guillaumin (ur. 1841), francuski malarz i litograf